# WHQL

Розроблено для Windows

WHQL або WHQL-тестування ( Windows Hardware Quality Lab ) - система тестування, сертифікована компанією Microsoft. Серія тестів виконується на сторонньому обладнанні та/або програмному забезпеченні з подальшим надсиланням файлів журналу цих тестів у Microsoft для перевірки. Процедура також може включати виконання Microsoft власних тестів на широкому спектрі обладнання і різних редакцій Windows.
Драйвери, які пройшли WHQL-тестування компанія Microsoft включила в Upgrade Advisor (раніше HCL для XP), а також зробила їх доступним у рамках Windows Update .
На 2014 рік Microsoft не вимагає плати за WHQL-тестування , яка раніше складала 250 доларів США за сімейство як 32-розрядних (x86), так і 64-розрядних (x64) версій операційних систем . Але у компанії-розробника можуть бути інші витрати, такі як ліцензія на Windows Server 2008 x64, необхідна для виконання тестів WHQL, та сертифікат VeriSign, необхідний для представлення результатів тестування .